# スーパーロボット大戦OG ムーン・デュエラーズ
『スーパーロボット大戦OG ムーン・デュエラーズ』（スーパーロボットたいせんオージー ムーン・デュエラーズ）は、バンダイナムコエンターテインメントより2016年6月30日に発売されたPlayStation 3およびPlayStation 4用ゲームソフト。略称は『OGMD』。
キャッチコピーは「スーパーロボット大戦OG、新章 月と時空門（クロスゲート）より、新たな災い来たる――」。

## 概要
「スーパーロボット大戦シリーズ」のカテゴリの一つである「OG（ORIGINAL GENERATION）シリーズ」の一作。スーパーロボット大戦シリーズ生誕25周年プロジェクトの第1弾タイトルとして発表された。PS4版はシリーズ初の同プラットフォーム向けタイトルとなる。
ストーリーは『第2次スーパーロボット大戦OG』（『第2次OG』）の直接の続編となっている。タイトルに「第3次」と冠さなかった理由は、新規プレイヤーが入りやすくするためと説明している。システム面では、『第2次OG』までのストーリーがわかる「ガイダンスシナリオ」や初心者向けの強化パーツや資金が多く手に入る新モード「ビギナーズモード」が搭載されている。また、クロスセーブやクロスプレイには非対応。
『無限のフロンティア スーパーロボット大戦OGサーガ』以来7年ぶりに英語版がリリースされている。また、シリーズで初めて繁体中国語版・韓国語版がリリースされている。

## 参戦作品
本作はバンプレストオリジナルのみが登場するため、厳密には参戦作品の概念は存在しない。
キャラクター、機体出典は以下の通り。☆はOGシリーズ初登場。
- αシリーズ
  - スーパーロボット大戦α
  - スーパーロボット大戦α外伝
  - 第2次スーパーロボット大戦α
  - 第3次スーパーロボット大戦α 終焉の銀河へ
- 任天堂携帯機シリーズ
  - スーパーロボット大戦A
  - スーパーロボット大戦R
  - スーパーロボット大戦D
  - ☆スーパーロボット大戦J
- 他のスーパーロボット大戦シリーズゲーム作品
  - 第4次スーパーロボット大戦/F/F完結編
  - 魔装機神シリーズ
  - スーパーロボット大戦COMPACT2/IMPACT
  - 新スーパーロボット大戦
  - ☆スーパーロボット大戦GC/XO
  - スーパーロボット大戦MX
  - ☆無限のフロンティア スーパーロボット大戦OGサーガ
- スーパーロボット大戦シリーズメディア作品
  - ロストチルドレン
  - スーパーロボット大戦OG -ジ・インスペクター-
  - スーパーロボット大戦OG 告死鳥戦記
- スーパーロボット大戦シリーズ以外作品
  - グレイトバトルシリーズ[4]
  - ☆グランドレッド
  - ヒーロー戦記 プロジェクト オリュンポス
  - リアルロボットレジメント

### パッケージ登場機体
機体の後ろに括弧書きで初登場した作品。
通常版
- グランティード（スーパーロボット大戦J）
- ソウルセイバーFF（スーパーロボット大戦GC）
- コンパチブルカイザー（スーパーロボット大戦OG ORIGINAL GENERATIONS）
- アルトアイゼン・リーゼ（スーパーロボット大戦COMPACT2）
- エグゼクスバイン（第2次スーパーロボット大戦OG）
- エール・シュヴァリアー（スーパーロボット大戦D）
- ダイゼンガー（第2次スーパーロボット大戦α）
- SRX（新スーパーロボット大戦）

初回限定版
PS4のみ発売。デザインは大張正己。
- グランティード（スーパーロボット大戦J）
- ソウルセイバーFF（スーパーロボット大戦GC）
- Gコンパチブルカイザー（スーパーロボット大戦OG外伝）
- エクスバインボクサー（スーパーロボット大戦OG ジ・インスペクター）
- ダイゼンガー（第2次スーパーロボット大戦α）

## スタッフ
企画
寺田貴信
國政修
ディレクター
岡田英樹
サブディレクター
宇田歩
中里圭佑
脚本
寺田貴信
竹田裕一郎
脚本協力
名倉正博
鏡俊也
オリジナルメカニックデザイン
大輪充
谷口欣孝
Mがんぢー
斉藤和衛
八房龍之助
ＮＡＯＫＩ
柳瀨敬之
安藤弘
小野聖二
金丸仁
土屋英寛
守谷淳一
射尾卓弥
青木健太
中北晃二
宮豊
鹿木篤史
寺島慎也
富士原昌幸
藤井大誠
太田太河
ｄａｎｉｅｌ
宮武一貴
カトキハジメ
明貴美加
大張正己（STUDIO G-1 NEO）
大河原邦男
オリジナルキャラクターデザイン
河野さち子
糸井美帆
歌津義明
秋田れい
馬場一希

## 主題歌
歌はJAM Projectが担当。
オープニングテーマ：「Shining storm 〜烈火の如く〜」
エンディングテーマ：「Heaven's Door」

## 関連作品
一部の人物が下記の作品への戦いを経てからOGの世界へ帰還し、本作の戦いに合流している。特典ディスク収録のピクチャードラマ特別編「ゼンガーの帰還」にてOGの世界で合流するまでの経緯が描かれている。
- PROJECT X ZONE - ゼンガーが複数の並行世界が混ざり合う世界へ転移。ハーケンが本作の戦い後、アシェンと共にOGの世界へ転移。